# Vance Parmelly
Vance „Chip“ Parmelly (* 11. Oktober 1956) ist ein ehemaliger US-amerikanischer Rollstuhltennisspieler.

## Karriere
Vance Parmelly startete in der Klasse der Paraplegiker.
Er nahm an den Paralympischen Spielen im Jahr 1996 in Atlanta teil. Im Einzel erreichte er das Achtelfinale, wo er David Hall in zwei Sätzen unterlag. Im Doppel gewann er an der Seite Stephen Welchs die Goldmedaille. Im Endspiel besiegten sie David Hall und Mick Connell in drei Sätzen.
In der Weltrangliste erreichte er seine besten Platzierungen im Einzel mit Rang fünf am 22. März 1994 und im Doppel mit Rang zwei am 21. Mai 1996. Seine letzte volle Saison bestritt er 1997.